# Edward S. Aarons
Edward Sidney Aarons (Filadelfia, 11 de septiembre de 1916-New Milford, 16 de junio de 1975) fue un escritor estadounidense, autor de más de ochenta novelas entre 1936 y 1975. Algunas de estas fueron escritas bajo el pseudónimo «Paul Ayres» (Dead Heat) y 30 bajo el nombre «Edward Ronns». Redactó también varias historias para revistas de detectives, incluyendo las publicaciones Detective Story Magazine y Scarab.
El material escrito por Aarons también incluyó la serie thriller de espionaje titulada «Assignment» y conformada por 42 novelas protagonizadas por el agente de la CIA Sam Durell. La primera de estas fue escrita en 1955, y hasta 2011 había sido traducida a diecisiete idiomas.

## Biografía
Aarons nació en Filadelfia, Pensilvania, y obtuvo un grado de literatura e historia en la Universidad de Columbia. Trabajó en varios empleos para pagar sus gastos de graduación de la universidad, como periodista de un medio local y pescador. En 1933 ganó un concurso de relatos cortos cuando era estudiante. En la Segunda Guerra Mundial estuvo en la Guardia Costera de Estados Unidos, a la cual se unió después del ataque a Pearl Harbor en 1941. Terminó sus labores en la guardia en 1945, después de obtener el rango de Chief Petty Officer.

## SerieAssignment
La serie es protagonizada por el agente de la CIA Sam Durell. Aunque el editor la nombró «Assignment», también es conocida como la «serie Sam Durell». En ediciones posteriores, el editor también se utiliza «Sam Durell» en la portada. Por ejemplo, Asignación de Ceilán contiene el siguiente recuadro en: «Este es el número treinta y seis de las famosas novelas de Sam Durell: una de las series de suspenso más vendidas en la historia de la publicación».
Las historias fueron escritas en un lapso de 28 años, de 1955 a 1983. Cada libro está ambientado aproximadamente en la época en que fue escrito. En sus primeras ediciones las historias no estaban enumeradas y el editor las mostraba en orden alfabético como parte de la serie. 
1. Assignment to Disaster (1955)
2. Assignment—Treason (1956)
3. Assignment—Suicide (1956)
4. Assignment—Stella Marni (1957)
5. Assignment—Budapest (1957)
6. Assignment—Angelina (1958)
7. Assignment—Madeleine (1958)
8. Assignment—Carlotta Cortez (1959)
9. Assignment—Helene (1959)
10. Assignment—Lili Lamaris (1959)
11. Assignment—Zoraya (1960)
12. Assignment—Mara Tirana (1960)
13. Assignment—Lowlands (1961)
14. Assignment—Burma Girl (1961)
15. Assignment—Ankara (1961)
16. Assignment—Karachi (1962)
17. Assignment—Sorrento Siren (1962)
18. Assignment—Manchurian Doll (1963)
19. Assignment—The Girl in the Gondola (1964)
20. Assignment—Sulu Sea (1964)
21. Assignment—The Cairo Dancers (1965)
22. Assignment—School for Spies (1966)
23. Assignment—Cong Hai Kill (1966)
24. Assignment—Palermo (1966)
25. Assignment—Black Viking (1967)
26. Assignment—Moon Girl (1967)
27. Assignment—Nuclear Nude (1968)
28. Assignment—Peking (1969)
29. Assignment—White Rajah (1970)
30. Assignment—Star Stealers (1970)
31. Assignment—Tokyo (1971)
32. Assignment—Golden Girl (1971)
33. Assignment—Bangkok (1972)
34. Assignment—Maltese Maiden (1972)
35. Assignment—Silver Scorpion (1973)
36. Assignment—Ceylon (1973)
37. Assignment—Amazon Queen (1974)
38. Assignment—Sumatra (1974)
39. Assignment—Quayle Question (1975)
40. Assignment—Black Gold (1975)
41. Assignment—Unicorn (1976)
42. Assignment—Afghan Dragon (1976)

Tras la muerte de Aarons en 1975, su hermano William B. Aarons (1914-2002) siguió publicando la serie. Si bien los volúmenes 43-48 mencionan a Will B. Aarons como autor, en realidad fueron escritas por Lawrence Hall.
 
1. Assignment—Sheba (1976)
2. Assignment—Tiger Devil (1977)
3. Assignment—13th Princess (1977)
4. Assignment—Mermaid (1979)
5. Assignment—Tyrant's Bride (1980)
6. Assignment—Death Ship (1983)